# Чемпіонат Європи з фехтування 2014
Чемпіонат Європи з фехтування 2014 — XVII чемпіонат Європи, що проводився у Страсбург, Франція з 7 по 14 червня 2014 .

## Розклад
| ● | Церемонія відкриття | ● | Фінали | ● | Церемонія закриття |

| Дата                   | Дата                   | 7        | 8     | 9        | 10       | 11       | 12    | 13       | 14       | Всього |
| ---------------------- | ---------------------- | -------- | ----- | -------- | -------- | -------- | ----- | -------- | -------- | ------ |
| Церемонії              | Церемонії              | ●        |       |          |          |          |       |          | ●        |        |
| Індивідуальна рапіра   | Індивідуальна рапіра   |          |       | Чоловіки | Жінки    |          |       |          |          | 2      |
| Індивідуальна шабля    | Індивідуальна шабля    |          |       | Жінки    | Чоловіки |          |       |          |          | 2      |
| Індивідуальна шпага    | Індивідуальна шпага    | Чоловіки | Жінки |          |          |          |       |          |          | 2      |
| Командна рапіра        | Командна рапіра        |          |       |          |          |          |       | Чоловіки | Жінки    | 2      |
| Командна шабля         | Командна шабля         |          |       |          |          |          |       | Жінки    | Чоловіки | 2      |
| Командна шпага         | Командна шпага         |          |       |          |          | Чоловіки | Жінки |          |          | 2      |
| Всього золотих медалей | Всього золотих медалей | 1        | 1     | 2        | 2        | 1        | 1     | 2        | 2        | 12     |

## Медалі

### Медальний залік
| Загальна кількість медалей | Загальна кількість медалей | Загальна кількість медалей | Загальна кількість медалей | Загальна кількість медалей | Загальна кількість медалей |
| Місце                      | Країна                     | Золото                     | Срібло                     | Бронза                     | Всього                     |
| -------------------------- | -------------------------- | -------------------------- | -------------------------- | -------------------------- | -------------------------- |
| 1                          | Італія                     | 4                          | 3                          | 3                          | 10                         |
| 2                          | Росія                      | 2                          | 6                          | 4                          | 12                         |
| 3                          | Франція                    | 1                          | 2                          | 4                          | 6                          |
| 4                          | Угорщина                   | 1                          | 0                          | 1                          | 2                          |
| 4                          | Швейцарія                  | 1                          | 0                          | 1                          | 2                          |
| 4                          | Румунія                    | 1                          | 0                          | 1                          | 2                          |
| 4                          | Україна                    | 1                          | 0                          | 1                          | 2                          |
| 8                          | Велика Британія            | 1                          | 0                          | 0                          | 1                          |
| 9                          | Іспанія                    | 0                          | 1                          | 0                          | 1                          |
| 10                         | Німеччина                  | 0                          | 0                          | 2                          | 2                          |
| 11                         | Греція                     | 0                          | 0                          | 1                          | 1                          |

### Чоловіки
| Дисципліна           | Золото                                                           | Срібло                                                                   | Бронза                                                           |
| -------------------- | ---------------------------------------------------------------- | ------------------------------------------------------------------------ | ---------------------------------------------------------------- |
| Індивідуальна рапіра | Джеймс-Ендрю Девіс                                               | Олексій Черемісінов                                                      | Петер Йоппіх Ерван Ле Пешу                                       |
| Індивідуальна шпага  | Андраш Редлі                                                     | Паоло Піццо                                                              | Жан-Мішель Люсене Макс Хайнцер                                   |
| Індивідуальна шабля  | Олексій Якименко                                                 | Веніамін Решетников                                                      | Каміль Ібрагімов Чанад Гемеші                                    |
| Командна рапіра      | Франція Енцо Лефор Венсан Сімон Ерван Ле Пешу Жульєн Мертін      | Італія Андреа Кассара Валеріо Аспромонте Андреа Бальдіні Джорджо Авола   | Росія Олексій Черемісінов Дмитро Рігін Реналь Ганєєв Тимур Сафін |
| Командна шпага       | Швейцарія Фабіан Каутер Макс Хайнцер Беньямін Штеффан Пер Борскі | Іспанія Юлен Перейра Хосе Луїс Абахо Мігель Моратілья Пау Роселло        | Росія Павло Сухов Антон Авдєєв Сергій Біда Сергій Ходос          |
| Командна шабля       | Італія Енріко Берре Луїджі Самеле Дієго Окк'юцці Луїджі Міракко  | Росія Веніамін Решетников Олексій Якименко Каміль Ібрагімов Ілля Моторін | Німеччина Макс Хартунг Бенедикт Вагнер Матьяш Сабо Ріхард Гюберс |

### Жінки
| Дисципліна           | Золото                                                                    | Срібло                                                                   | Бронза                                                                            |
| -------------------- | ------------------------------------------------------------------------- | ------------------------------------------------------------------------ | --------------------------------------------------------------------------------- |
| Індивідуальна рапіра | Еліза ді Франциска                                                        | Мартіна Батіні                                                           | Юлія Бірюкова Валентина Веццалі                                                   |
| Індивідуальна шпага  | Б'янка Дель Каретто                                                       | Марі-Флоранс Кандассамі                                                  | Жозефін Кокен Сімона Герман                                                       |
| Індивідуальна шабля  | Ольга Харлан                                                              | Катерина Дяченко                                                         | Вассілікі Вуюка Росселла Грігоріо                                                 |
| Командна рапіра      | Італія Аріанна Ерріго Еліза ді Франциска Валентина Веццалі Мартіна Бітіні | Росія Інна Дериглазова Діана Яковлєва Лариса Коробейникова Юлія Бірюкова | Франція Ізаора Тібус Астрід Г'яр Коррін Метрежан Гаелль Жебе                      |
| Командна шпага       | Румунія Ана Бринзе Сімона Поп Сімона Герман Марія Удря                    | Росія Яна Зверева Віолетта Колобова Любов Шутова Тетяна Гудкова          | Італія Росселла Ф'ямінго Мара Наваррія Франческа Квондамкарло Б'янка Дель Каретто |
| Командна шабля       | Росія Катерина Дяченко Діна Галіакбарова Яна Єгорян Софія Велика          | Франція Шарлотт Ламбаш Сесілія Бердер Саусан Будіаф Манон Брюне          | Україна Ольга Харлан Галина Пундик Олена Вороніна Ольга Жовнір                    |